# إلسا ميراندا
إلسا ميراندا (بالإسبانية: Elsa Miranda)‏ هي ممثلة أرجنتينية، ولدت في 14 فبراير 1922 ببونس، بورتوريكو في الولايات المتحدة، وتوفيت في 27 أبريل 2007 في الولايات المتحدة.

## وصلات خارجية
- إلسا ميراندا على موقع IMDb (الإنجليزية)